# Kurban Kurbanov
Kurban Saidachmedovič Kurbanov (* 21. března 1985) je bývalý ruský zápasník–volnostylař lakské národnosti, který od roku 2007 reprezentoval Uzbekistán.

## Sportovní kariéra
Připravoval se v Machačkale v klubu Gamid Gamidov pod vedením Anvara Magomedgadžijeva. V ruské volnostylařské reprezentaci se neprosazoval a v roce 2007 přijal nabídku reprezentovat Uzbekistán. V témže roce se třetím místem na Mistrovství světa v Istanbulu kvalifikoval ve váze do 96 kg na olympijské hry v Pekingu v roce 2008. V Pekingu prohrál ve čtvrtfinále s reprezentantem Ázerbájdžánu Chetagem Gazjumovem jednoznačně 0:2 na sety.
V roce 2012 se vítězstvím na asijské olympijské kvalifikaci v Astaně kvalifikoval na olympijské hry v Londýně. V Londýně prohrál v úvodním kole s Američanem Jakem Varnerem těsně 1:2 na sety. Varner ho však svým postupem do finále vytáhl do oprav, ve kterých postoupil do souboje o třetí místo proti Gruzínci Giorgi Gogšelidzemu. Úvodní set vyhrál 1:0 na technické body, když v jeho závěru soupeře vytlačil ze žíněnky. Ve druhém setu prohrával od úvodu 0:3 na technické body a nakonec set prohrál 0:4. Třetí set prohrál těsně 0:1 na technické body a obsadil dělené 5. místo.
Od roku 2013 startoval ve váze do 125 kg. V roce 2015 však upřednostnil práci vysokého politického funkcionáře v Machačkale.

## Výsledky
| Turnaj            | 2007 | 2008 | 2009 | 2010 | 2011 | 2012 | 2013 | 2014 |
| Turnaj            | 22   | 23   | 24   | 25   | 26   | 27   | 28   | 29   |
| Turnaj            | -96  | -96  | -96  | -96  | -96  | -96  | -120 | -125 |
| ----------------- | ---- | ---- | ---- | ---- | ---- | ---- | ---- | ---- |
| Olympijské hry    |      | 6.   |      |      |      | 5.   |      |      |
| Mistrovství světa | 3.   |      | úč.  | úč.  | úč.  |      | úč.  | úč.  |
| Asijské hry       |      |      |      | 2.   |      |      |      | —    |
| Mistrovství Asie  | —    | 1.   | —    | —    | 1.   | —    | —    | 7.   |